# اخبار شبانگاهی
اخبار شبانگاهی نام برنامه خبری شبانگاهی است که از زمان تاسیس شبکه ۳ سیمای جمهوری اسلامی ایران در سال ۱۳۸۰ هرشب ساعت ۲۲ پخش می‌شود. این بخش خبری که به پخش خلاصه‌ای از اخبار ایران و جهان می‌پردازد، به‌دلیل موقعیت زمانی، بعد از خبر ۲۱ شبکه یک سیما و اخبار ۲۰:۳۰ شبکه دو سیما به‌عنوان پربیننده‌ترین بخش خبری شناخته شده‌ است. مدت زمان پخش اخبار شبانگاهی حدود بیست دقیقه است. لوگو، گرافیک، دکور و ساختار این بخش خبری در دوازدهم بهمن‌ ماه سال ۱۳۹۷ بعد از ۱۸ سال به‌طور کامل تغییر پیدا کرد.
در شبکه سه ، بخش خبری دیگری به نام <<اخبار ورزشی>> وجود دارد. از سال ۱۴۰۲ ، این بخش به طور همزمان از شبکه خبر پخش میشود